# フィデリオ

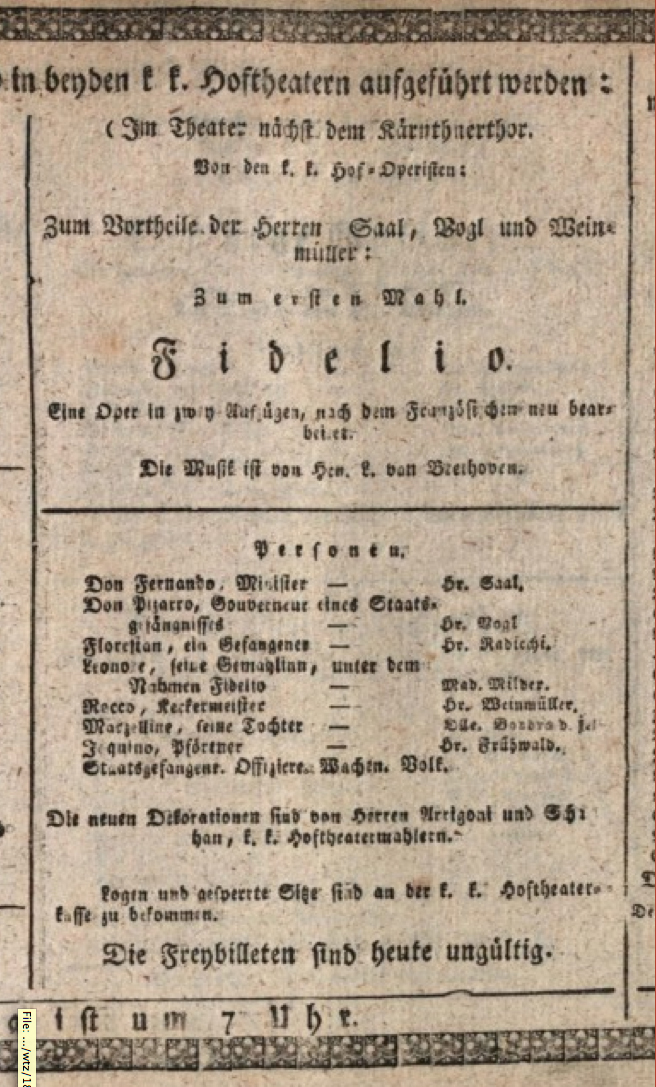
Fidelio, Playbill of the Worldpremiere, Vienna, Kärntnertortheater, May 23, 1814

『フィデリオ』（Fidelio）作品72は、ルートヴィヒ・ヴァン・ベートーヴェンが完成させた唯一のオペラである。原作はジャン・ニコラス・ブイイにより、ドイツ語台本はヨーゼフ・ゾンライトナーおよびゲオルク・フリードリヒ・トライチュケによる。主人公レオノーレが「フィデリオ」という名で男性に変装して監獄に潜入し、政治犯として拘禁されている夫フロレスタンを救出する物語である。
ベートーヴェンが構想したオペラには、他に『ヴェスタの火』（Vestas Feuer）H115（1803年）があるが、結局1幕のみで未完となった。 
第2幕、最後のアレグロの直前の感動的なソステヌート・アッサイには、『皇帝ヨーゼフ2世葬送カンタータ』（WoO.87、1790年）の第4曲のモチーフが使われている。

## 概要

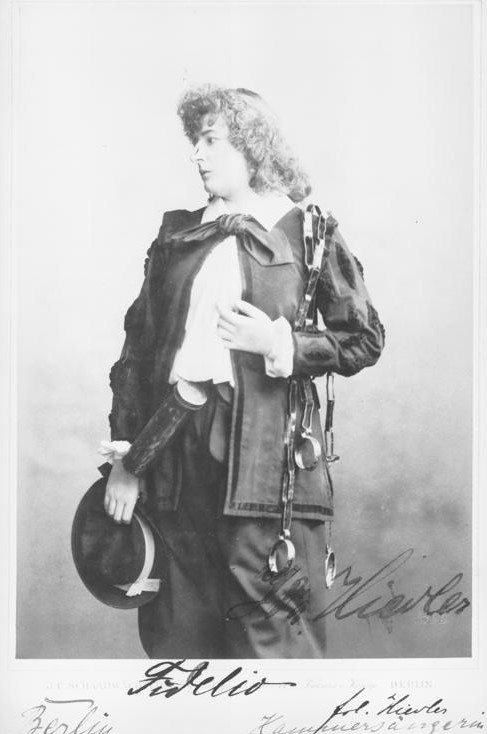
フィデリオ（レオノーレ）役のイーダ・ヒードラー

この作品は、ベートーヴェンの作品群の中でも特に難産に見舞われた作品のひとつであり、成功を収める版が完成するまでに何度も書き直しがなされている。
このオペラはベートーヴェン中期の代表作に挙げられる。ブイイの原作の英雄主義的な性格や、当時のヨーロッパの知識人層に浸透し始めていた自由主義思想へのベートーヴェン自身の強い共感を背景として、英雄的な中期の作風が存分に反映されている。
ベートーヴェンの声楽曲によくあることであるが、このオペラも歌手にとっては必ずしも歌いやすい音楽ではない。特に、レオノーレとフロレスタンのパートを歌うには高度な技術を要し、そうでなければ要求された緊張感を表現することは到底不可能である。このため、これらの配役を見事に演じた歌手は賛美の的となる。
囚人達の合唱、政治犯達の自由を謳う合唱、フロレスタンをレオノーレが助けにくる場面、そして救出が成功する場面などは、特筆に価する。最後は、ソリストや合唱が代わる代わるレオノーレの勝利を讃えて、フィナーレを迎える。多くの楽曲分野で後世の指標となる業績を残したベートーヴェンとしては完全な成功作とは言えない（ドイツオペラの最初の成果としても『魔笛』や『魔弾の射手』が挙げられることの方が多い）との批判もあるが、一応代表作の一つとして今なお上演回数も多い。これによってベートーヴェンはモーツァルトとともに、主要音楽分野のほとんどに代表作を残した稀有の存在となった。ドイツ圏ではバッハ以来、オペラをまったく残していない（または成功作がない）作曲家が多いだけに、貴重な作である。

## 作曲の経緯

### 『レオノーレ』第1稿
ブイイの原作は、役人だった頃トゥーレーヌで起こった事件を元に書かれた。これを基に作曲されたオペラの先行作品としては、1798年にピエール・ガヴォーによる『レオノール』、次いで1804年にドレスデンで初演されたフェルディナンド・パエールによる『レオノーラ』がある。これと前後して、ウィーンの主要歌劇場を手中に収めたブラウン男爵が腹心のゾンライトナーに原作をドイツ語に翻訳させ、ゾンライトナーを通じてベートーヴェンに作曲を依頼した。何度も書き直すなどの苦労もあったが、だいたい1年ぐらいで完成され、初演は1805年10月15日に内定した。
ところが、ナポレオン軍がウィーンに迫った（11月13日に占領）影響で、初演日は11月20日に繰り下げられた。ベートーヴェンは『レオノーレ』というタイトルでの上演を主張したが、前記2作との混同を避けるため、結局劇場側の推す『フィデリオ』のタイトルに決まり、アン・デア・ウィーン劇場でベートーヴェン自身の指揮により3日間上演された。しかし、何人かのベートーヴェンの友人と新聞記者を除けば、観客の大半がフランス軍兵士であり、ドイツ語を理解できる兵士がいなかったこともあり大失敗に終わっている。

### 『レオノーレ』第2稿
この初演ののち、ベートーヴェンは友人の勧めに従ってこのオペラを改訂することを決める。シュテファン・フォン・ブロイニングの協力を得て、『レオノーレ』を2幕のオペラへと改作し、さらに序曲も新しいものへ差し替えた。改訂は1805年暮れ頃から年明けにかけて行われ、1806年の3月29日にリッター・イグナーツ・ザイフリートの指揮により初演、4月10日に再演され、いずれも成功を収めた。しかし、ベートーヴェンとブラウン男爵との間の金銭トラブルから、それ以上は公演されなかった。このときの公演でも、ベートーヴェンのタイトル案『レオノーレ』は受け入れられなかった。

### 『フィデリオ』
第2稿による初演のあと、1810年に『フィデリオ』の楽譜が出版され、しばらく上演されることもなかったが、1810年頃からベートーヴェンの作品（例えば『ウェリントンの勝利』）が人気を博すようになり、ウィーンの劇場主や人気歌手がその人気に便乗しようと、ベートーヴェンに『フィデリオ』上演を盛んに打診するようになった。その中で、主要歌劇場ケルントナートーア劇場（ケルントネル門劇場）の運営を任されていたトライチュケの申し入れをベートーヴェンが台本の改訂を条件として受け入れ、同時に音楽の改訂も行われた。改訂は1814年3月から5月の2か月間に行われ、その際、タイトルも『レオノーレ』に強くこだわることをやめて『フィデリオ』を受け入れることとなった。
初演は1814年5月23日に行われた。当時ベートーヴェンは難聴が急速に進んでいたが、ミヒャエル・ウムラウフの手助けを借りながら自身で指揮をした（1823年に行われたウィーン再演や、その翌年の『第九』の初演もこのコンビで行われた）。当時17歳だったシューベルトも教科書を売り払って入場料を捻出し、これを聴きに訪れている。ちなみに、このときのピツァロ役はヨハン・ミヒャエル・フォーグルで、彼は後に「シューベルティアーデ」を通じてシューベルトと深い友情を結ぶことになる。序曲は、初演当時は作曲が間に合わず、『アテネの廃墟』序曲で代用されたが、5月26日の上演から『フィデリオ』序曲を付して上演され、以後ウィーン会議のために来訪した諸侯のための上演を含め、1814年中に何度も上演された。
最終的に、この版は大成功を収めて、以後『フィデリオ』は重要なオペラのひとつとして知られるに至っている。

このオペラは3つの版ともに作品72として出版された。

## 上演史

### 欧米
ウィーンでの第3稿初演後、最も早く『フィデリオ』のウィーンの外での初演が行われたのは1814年11月21日のプラハで、指揮はカール・マリア・フォン・ウェーバーであった。ウェーバーは1823年4月29日のドレスデン初演も指揮するなど、『フィデリオ』の普及に陰ながら尽力した（ベートーヴェンはウェーバーに感謝の手紙を書いている）。1815年にはベルリン宮廷歌劇場でカール・グラーフ・フォン・ブリュール（モーツァルトの『魔笛』の上演などドイツ語オペラの普及に尽力）の指揮によりベルリン初演が行われ、1816年にはブダペストとヴァイマルで、1818年にはリガ、1819年にはサンクトペテルブルクで初演が行われた。
1820年代以降になるとパリなどでも上演されるようになり、さらに海を渡って1832年5月18日にはロンドンのヘイマーケット劇場で、1839年9月9日にはニューヨークでも初演された。19世紀が終わるまでには欧米の主要歌劇場で上演されるようになった一方で、スカラ座では1927年4月7日になって初めて上演されたが（指揮はアルトゥーロ・トスカニーニ）、不成功に終わった。
アメリカでは最初は評判が芳しくなかったが、アントン・ザイドルが1884年にメトロポリタン歌劇場において初めてドイツ語で上演（それまでは英語での上演。第二次世界大戦前後の頃も英語で上演）して以降は人気レパートリーとなった。メトでは主にワーグナー歌手が主役を務めた。
歌劇場と並んで『フィデリオ』を盛んに上演しているのがザルツブルク音楽祭である。ベートーヴェン没後100年の1927年にフランツ・シャルクの指揮によって初めて取り上げられて以来、戦前期にはリヒャルト・シュトラウス、クレメンス・クラウス、トスカニーニ、ハンス・クナッパーツブッシュが、戦後にはヴィルヘルム・フルトヴェングラー、ヘルベルト・フォン・カラヤン、カール・ベーム、ロリン・マゼール、ゲオルク・ショルティ、レナード・バーンスタイン ら名指揮者・大指揮者が指揮をしている。
元来台詞つきのオペラであるが、台詞をカットした上演もしばしば行われている。古くはトスカニーニとNBC交響楽団による上演（1944年）、最近ではサイモン・ラトルによる上演がある。

### 日本
日本初演は、通説では1935年6月5日に近衛秀麿指揮の新交響楽団第157回定期演奏会に於ける演奏会形式による上演が初演とされているが、それより先の1927年3月26日（ベートーヴェン没後100年の当日）に、JOAKの放送歌劇で不完全な形ながらも上演されている。その後、1943年12月27日には藤原歌劇団により日本語による舞台初演が行われている（指揮はマンフレート・グルリット）。翌1944年2月27日に大阪・北野劇場で行われた同曲の上演が、戦前戦中通じての日本での最後のオペラ上演となった。
日本における『フィデリオ』上演のハイライトは、1963年10月のカール・ベーム指揮ベルリン・ドイツ・オペラ管弦楽団・合唱団による日生劇場杮落しの上演である。ディートリヒ・フィッシャー＝ディースカウ、クリスタ・ルートヴィヒ、ジェームズ・キング、ヨーゼフ・グラインドル、グスタフ・ナイトリンガーらが出演し、後世に語り継がれる名舞台となった。

### その他
上述の日生劇場も当てはまるが、『フィデリオ』は『アイーダ』と並んで杮落しなどの記念公演でよく上演される。例えば、1955年11月15日に行われたウィーン国立歌劇場再建記念公演（指揮はカール・ベーム）がそうである。
一方で負の歴史もある。ドイツ第三帝国時代には「ドイツ精神を高揚するオペラ」として盛んに上演された。トーマス・マンは、内容的にはナチの思想に合致しないはずの『フィデリオ』が、ナチ支配下で盛んに上演された不思議さを友人に書き送っている。
また、『フィデリオ』は「自由を勝ち取る」「解放の」オペラ（Befreiungsoper）とも呼ばれる。オーストリアは第二次世界大戦でナチス・ドイツに併合された形で敗戦を迎える。ウィーン国立歌劇場は終戦直前の1945年3月、戦火に焼けた（爆撃した操縦士が駅と間違えたという説明がある）。同年5月8日には正式に終戦となるが、すぐに国立歌劇場の再建が始まる。終戦と共にイギリス、アメリカ、フランス、ソ連の4か国に占領されたオーストリアは、1955年10月26日にその4か国との平和条約調印により永世中立国として占領軍から「解放」されて「自由」になる（Österreich ist frei!）。翌11月5日にその祝いをも兼ねて国立歌劇場は再開し、戦後初めてのオペラ上演となる。オーストリア共和国再建国・国立歌劇場再開の演目にベートーベンの「解放のオペラ」『フィデリオ』が選ばれたのである。4か国占領から「自由」になったウィーンに戦後再建されたウィーン国立歌劇場で、『フィデリオ』はカール・ベームの指揮によって上演された。

### 原典版での上演
第3初演版が出版されてからはもっぱらそれによる上演が行われていたが、早くも1850年頃にベドルジハ・スメタナらが第1初演版による上演を試みている（実現はしなかった）。その後、初演100年に当たる1905年にリヒャルト・シュトラウスが第1初演版を上演した。第1初演版による上演の一大転機はジョン・エリオット・ガーディナーによる、ザルツブルク音楽祭での第1初演版をベースにした独自の版での上演である。ガーディナーの言によれば「現存する第1初演版の楽譜では不完全な部分が多々あるので、第2初演版なども参照して構成した」。なお、第1初演版と第3初演版の間に挟まれる第2初演版による上演もたまに行われており、2005年3月19日にはクリスティアン・アルミンク指揮の新日本フィルハーモニー交響楽団によって、第2初演版の日本初演が行われた。2024年10月13日には第1初演版（原典版）の日本初演が、日本橋オペラにより行われた。演出とレオノーレ／福田祥子、フロレスタン／村上敏明、ロッコ／ジョン・ハオ、ドン・ピツァロ／寺田功治、ドン・フェエルナンド／川ノ上聰、マルツェリーネ／森井美貴、ヤキーノ／金山京介、管楽6重奏＆ピアノ／シュテファン・メラー（Stephan Möller）による編曲版、指揮／佐々木修。

## フィデリオ序曲
ベートーヴェンは『フィデリオ』に何度も推敲を重ね、そのため「フィデリオ序曲」（あるいは「レオノーレ序曲」）としては4曲が書かれている。
1. 1つ目のものは『レオノーレ』第1稿の初演に使用された序曲であり、現在『レオノーレ』序曲第2番として知られているものだと考えられている。
2. 2つ目のものが『レオノーレ』第2稿の初演に使用された序曲で、現在『レオノーレ』序曲第3番として知られている。この版は4つの序曲のうち現在もっともよく知られており、また同時に最も高く評価されている版でもある。しかし、この版はオペラへの序曲とするにはあまりにも音楽的な内容が濃密に過ぎ、実用的な軽い序曲への変更を要する結果となった。この序曲は現在では演奏会用序曲として、コンサートの最初の曲として演奏されることが多い。
3. ベートーヴェンは続いて、1807年のプラハでの上演に向けて再び序曲を書き直した。これが「レオノーレ序曲」の第3稿であり、現在『レオノーレ』序曲第1番として知られているものだと考えられている。
4. 最後の版は、『フィデリオ』のために作曲されたもので、これが現在『フィデリオ』序曲として知られている曲である。調性上の理由や軽快な曲想から、4つのうち最もオペラの序曲に適している。『フィデリオ』序曲の編成は以下の通り。
フルート2、オーボエ2、クラリネット2、ファゴット2、ホルン4、トランペット2、トロンボーン2、ティンパニ、弦五部

### 『レオノーレ』序曲第3番の扱いについて
グスタフ・マーラーは1904年に『フィデリオ』を指揮した際、第2幕第2場への間奏曲として『レオノーレ』序曲第3番を演奏し、賛否両論を巻き起こした。反対派の意見としては「表現力が壮大すぎて、終幕の力を弱めてしまう」といったものが多かった。一方で、演出面からすれば、第2幕の第1場と第2場では場面が明らかに違うので、場面転換のためにも必要という意見も多かった。もっとも、マーラー存命時から死後しばらく、この方法は定着しなかった。
この習慣が定着しだしたのは1930年代になってからである。マーラーのやり方に賛同したヴィルヘルム・フルトヴェングラーは次のように述べている。
たった1箇所『レオノーレ』序曲第3番が演奏されるのに相応しい場所がある。それはまた、マーラーによって打ち出されたウィーンの伝統に従うことにもなるのだが、それは第2幕の長い「牢獄の場」が終わったところである。この箇所に『レオノーレ』序曲を置くならば、それは『神々の黄昏』でジークフリートの死に続く「葬送行進曲」が占めるのと同じような意義を獲得するであろう。序曲は過去への追憶となり讃美となるのである。
（"Ton und Wort, Aufsätze und Vorträge, 1918 bis 1954"より、日本語訳は『音と言葉』ISBN 978-4102024010で読むことができる）
今日でもマーラーのやり方で上演する指揮者もいる。ただし、この場面でこの序曲を使用すると、救出の場面を繰り返してしまうことになり、話の流れが乱れてしまうという意見も多い。最近では、上演で『レオノーレ』序曲第3番を演奏しない指揮者も多い。模範的な上演のウィーン国立歌劇場では、現在でも普通は『レオノーレ』序曲第3番を入れている。

## 配役・編成

### 声楽
|                                      |          | 1805年の第1稿の初演 （ベートーヴェン指揮）            | 1814年の最終稿の初演 （ウムラウフ指揮）  |
| ------------------------------------ | -------- | ----------------------------------------------------- | ---------------------------------------- |
| フロレスタン（囚人）                 | テノール | フリードリッヒ・クリスティアン・デンマー              | Radichi                                  |
| レオノーレ（フロレスタンの妻）       | ソプラノ | アンナ・ミドラー                                      | アンナ・ミドラー-ハウプトマン            |
| ロッコ（刑務所員）                   | バス     | ローテ                                                | カール・フリードリッヒ・ヴァインミュラー |
| マルツェリーネ（ロッコの娘）         | ソプラノ | ルイス・ミュラー                                      | テレーザ・ボンドラ                       |
| ヤキーノ（ロッコの補佐官）           | テノール | Caché                                                 | フリューヴァルト                         |
| ドン・ピツァロ（刑務所長）           | バリトン | ゼバスティアン・マイヤー （モーツァルトの義理の兄弟） | ヨハン・ミヒャエル・フォーグル           |
| ドン・フェルナンド（大臣）           | バス     | ヴァインコプフ                                        | イグナツ・ザール                         |
| そのほか、戦士達、囚人達、街の人々。 |          |                                                       |                                          |

なお、1806年の第2稿の初演のときのキャストは、フロレスタン役のヨーゼフ・アオグスト・レッケル以外は第1稿の初演と同じである。

### 管弦楽
オペラ本体
フルート2、ピッコロ1、オーボエ2、クラリネット2、ファゴット2、コントラファゴット1、ホルン4、トランペット2、トロンボーン2、ティンパニ、弦五部
レオノーレ序曲第3番
フルート2、オーボエ2、クラリネット2、ファゴット2、ホルン4、トランペット2、トロンボーン3、ティンパニ、弦五部
このほか、舞台裏にもB♭管のトランペット奏者1が配置される。

## 演奏時間
最終稿の一般の演奏で約2時間10分（各70分と60分：レオノーレ序曲付き）。初稿は約2時間20分（40分、50分、50分）。

## あらすじ
舞台は16世紀末、スペインのセビリャから数キロメートルほどのところの刑務所。

### 第1幕
ヤキーノとマルツェリーネの2人が舞台にいる。ヤキーノはマルツェリーネに「もし結婚してくれるなら」と頼む。しかし彼女は「絶対結婚しない、フィデリオに夢中だから」と返事する。フィデリオはレオノーレの扮装した姿である。（「ねえ、俺たちだけ。」Jetzt, Schätzchen, jetzt sind wir allein）
ヤキーノは退出し、マルツェリーネはフィデリオの妻になりたいと歌う。（「もし私があなたと結ばれていたら」O wär ich schon mit dir vereint）
ロッコとヤキーノが、フィデリオを探しながら登場する。フィデリオは、修理したばかりの鎖の重い荷物を運びながら入ってくる。ロッコはレオノーレの技術を褒めるが、彼の控えめな返答は、自分の娘の気を惹くためではないかと誤解する。マルツェリーネ、レオノーレ、ロッコおよびヤキーノは四重唱で、マルツェリーネのフィデリオへの愛について歌う。（「不思議な感情が私を満たす」Mir ist so wunderbar この歌はカノンの四重唱である）
ロッコはレオノーレに、知事がセビリャに出発したらすぐマルツェリーネと結婚して良い、と言う。彼はさらに、金が無ければ幸せになれないと言う。（「もし、余分な金がないなら」Hat man nicht auch Gold beineben）
レオノーレは金と同様に重要なものが欲しいと言う。そして、ロッコがある牢屋に立ち入る時は、絶対自分の手伝いを許さず、戻ってくる時は息も絶え絶えなのは何故か、知りたい、と尋ねる。ロッコは、特別の牢屋にいる囚人には会わせられない、その囚人は権力をもつ敵のせいで牢屋で2年間を無駄に過ごしているのだと言う。マルツェリーネは自分の父親に、レオノーレがそのような恐ろしい有様を見ないですむようにして欲しいと言う。対して、ロッコとレオノーレは勇気について歌う。じきにマルツェリーネも歌に加わる。（「大丈夫だ、息子よ」Gut, Söhnchen, gut）
ロッコを除く人々が退出する。ドン・ピツァロが護衛と共に登場し，行進曲が演奏される。ロッコはピツァロにメッセージを渡す。それには、ピツァロが暴君であるという告発の調査のために、大臣が抜き打ちで明日来所すると警告されていた。ピツァロは、監禁されているドン・フロレスタンは死んだと思われているし、大臣が見つけられるはずはない、と叫ぶ。代わりにピツァロがフロレスタンを殺してやると歌う。（「は! なんだって」Ha, welch ein Augenblick!）
ピツァロは大臣の到着の時にトランペットを鳴らすように命令する。彼はロッコに金を渡し、フロレスタンを殺すように言うが、ロッコは断る。（「ちょっとだんな。オレは急がないと」Jetzt, Alter, jetzt hat es Eile!）
かわりにピツァロは牢獄の中の古井戸の中に墓穴を掘るように命令する。墓穴ができたらロッコは音を出して知らせ、ピツァロは偶然を装って牢獄に入って自分でフロレスタンを殺す、と。
レオノーレはピツァロが筋書きを立てる様子は見ていたが、声は聞こえていなかった。彼女の心は波立つが、夫のことを考えて冷静を取り戻す。（「人間の屑! 何をしているつもり? かかってきなさい、希望は捨てないわ、最後には星が出る」Abscheulicher! Wo eilst du hin? ... Komm, Hoffnung, lass den letzten Stern）
ヤキーノはマルツェリーネに結婚を申し込むが、彼女は断る。レオノーレはフロレスタンを見つけたいと思い、哀れな囚人たちが気持ちの良い天気を楽しめるよう、庭を散歩させてはどうか、とロッコに提案する。マルツェリーネも同様に頼み、ロッコも囚人たちを少し自由にするためにピツァロの手を煩わせることに同意する。囚人たちはつかの間の自由を非常に喜び、嬉しそうに歌う。しかし囚われの身であることを思い出して、間もなく静まってしまう。（「なんて嬉しいことか」O welche Lust）
ロッコが再び登場し、ピツァロの了解を取り付けたとレオノーレに語る。ピツァロは結婚を許し、ロッコの牢獄の巡視にレオノーレの同行も許されたと。（「どうだったのか，話そう」Nun sprecht, wie ging's?）
ロッコが1時間以内に殺さないければならないと言っている囚人の独房に行くために、彼らは準備する。レオノーレは震えているので、ロッコは残るように言ったが、彼女は行くと言い張る。彼らが出かける準備が整った頃、ヤキーノとマルツェリーネが駆け込み、ロッコに急いで来てほしいと言う。ピツァロが、囚人たちの自由を見て怒り狂っていると言う。（「お父さん，お父さん，急いで」Ach, Vater, Vater, eilt!）
彼らが動く前、ピツァロが登場し、説明を求めた。ロッコは、王の命名日を祝っているのだと作り話をして、ピツァロに怒りを収めるように言う。ピツァロは墓穴掘りを急ぐように言い、囚人を再び牢屋に入れるように言う。ロッコ、レオノーレ、ヤキーノ、マルツェリーネは渋々囚人たちを牢屋に戻す。（「さようなら，暖かな日光」Leb wohl, du warmes Sonnenlicht）

### 第2幕
フロレスタンは一人で、牢獄の奥深くの独房にいる。彼ははじめ、神への信頼を歌い、その次にレオノーレが自分を救いにやってくる幻想を見る。（「神よ、ここは暗い」Gott! Welch Dunkel hier!―「人生の春の日に」In des Lebens Frühlingstagen）
彼は倒れて眠り込んでしまう。ロッコとレオノーレは彼の墓穴を掘りにやってきて、フロレスタンが眠っているのを見つける。掘りながらロッコはレオノーレを急かす。（「この地下房はとても寒い」Wie kalt ist es in diesem unterirdischen Gewölbe! この歌は墓掘り人夫のデュエットである）
フロレスタンが目覚め、レオノーレは彼に気づく。フロレスタンは、自分がピツァロに囚われていることを思い出し、自分の妻であるレオノーレ・フロレスタンにメッセージを送ってくれと頼むが、ロッコはそれは不可能だと返事する。フロレスタンは一滴でいいから飲み物が欲しいと乞い、ロッコはレオノーレに飲み物をやるように言う。フロレスタンはレオノーレに気づかないが、彼女が天国で報われるだろうと言う。（「良い世界であなたは報われるだろう」Euch werde Lohn in bessern Welten）
彼女は、彼にパンの皮を与えさせてくれと願い出て、ロッコはそれを許す。フロレスタンはそれを食べる。
ロッコは命令に従ってピツァロのために警報を鳴らし、現れたピツァロは準備が整ったか尋ねる。ロッコはそうだと言い、レオノーレに立ち去るように命じる。しかし彼女は代わりに物陰に隠れる。ピツァロはフロレスタンに、彼の殺人を告発したのは自分だと明かす。（「彼を殺せ! しかし、その前に彼に知らせてやる」Er sterbe! Doch er soll erst wissen）
ピツァロが短剣を振り回すと、レオノーレが物陰から飛び出してピツァロとフロレスタンの間に立ち、フロレスタンを殺すならその前に妻の自分を殺さなくてはならないと言う。ピツァロは二人を一度に殺すチャンスだと喜ぶ。レオノーレがピストルを取り出すまでは。
ちょうどその時、大臣の来訪を知らせるトランペットが聞こえる。兵隊を伴ったヤキーノが現れ、大臣が門で待っていると告げる。ロッコは兵隊たちに、ピツァロに供して上に行くように話す。ピツァロが復讐を誓うのに対して、フロレスタンとレオノーレは勝利の歌を歌い、ロッコはこれから何が起こるのだろうと恐れる。（「復讐の鐘が鳴る」Es schlägt der Rache Stunde）
フロレスタンとレオノーレは共に愛の歌を歌う。（「おお、名付けようのない歓喜よ!」O namenlose Freude!）
時々、ここでレオノーレ序曲3番が演奏される。
囚人たちと町の人々が、正義の訪れた日時の歌を歌う。（「この日に敬礼!」Heil sei dem Tag!）
大臣ドン・フェルナンドは暴政は終わったと宣言する。ロッコが、フロレスタンとレオノーレとともに登場し、彼らを助けて欲しいとドン・フェルナンドに頼む。（「助けてください。この哀れな人々を!」Wohlan, so helfet! Helft den Armen!）
ロッコは、レオノーレが自分の夫を助けるために、変装してフェデリオとして働いてきたことを説明する。マルツェリーネはショックを受ける。ロッコはピツァロの殺人計画を話し、ピツァロは牢獄へ入れられる。レオノーレの手によってフロレスタンが鎖から解き放され、群衆はレオノーレの夫に対する忠節を讃えて歌う。（「良い妻を娶った者は」Wer ein holdes Weib errungen）